# Burilovska Reka
Burilovska Reka (makedonska: Буриловска Река) är ett periodiskt vattendrag i Nordmakedonien.   Det rinner genom kommunen Sveti Nikole, i den centrala delen av landet, 60 kilometer öster om huvudstaden Skopje.